# Cam Lạc
Cam Lạc (chữ Hán giản thể:甘洛县, Hán Việt: Cam Lạc huyện, nguyên là Háp Lạc (呷洛) là một huyện thuộc Châu tự trị dân tộc Di Lương Sơn, tỉnh Tứ Xuyên, Cộng hòa Nhân dân Trung Hoa. Huyện này có diện tích 2156 km2, dân số năm 2002 là 180.000 người. Huyện Cam Lạc được chia thành các đơn vị hành chính gồm 7 trấn, 21 hương.
- Trấn: Tân Thị Bá, Điền Bá, Hải Đường, Ngọc ĐIền, Kỳ Giác, Cát Mễ, Phổ Xương.
- Hương: Lý Khắc, A Tư Giác, Ô Sử Đại Kiều, Hắc Mã, Tô Hùng, Sa Đại, Tân Trà, Bình Bá, Đoàn Kết, Lạp Mạc, Ba Ba, A Nhĩ, Thạch Hải, Lưỡng Hà, Tiền Tiến, Thắng Lợi, Liệu Bình, ? Nhật, Tắc Lạp, A ?, Ni Nhĩ Giác.